# Aphrozestis
Aphrozestis là một chi bướm đêm thuộc phân họ Tortricinae của họ Tortricidae.

## Các loài
- Aphrozestis scoriopa Meyrick, 1931